# أرويرا 3

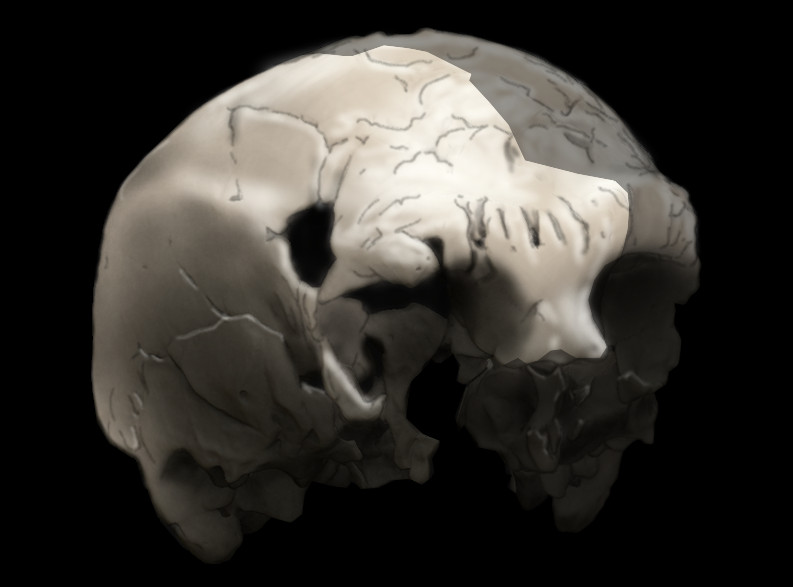
جمجمة أرويرا 3

أرويرا 3 هي جمجمة أحفورية تعود إلى أحد أشباه البشر، إنسان هايدلبرغ، يقدر عمرها بنحو 400,000 سنة، وقد اُكتشفت في كهف أرويرا بالبرتغال. تعد تلك المستحاثة أقدم أثر بشري تم اكتشافه في البرتغال. وقد عاش إنسان هايدلبرغ في الفترة الانتقالية بين الإنسان المنتصب والنياندرتال، وكان يستخدم كلا من الأدوات الحجرية والنار. أصيبت تلك المستحاثة ببعض الضرر أثناء التتنقيب عنها عام 2014، لكن تم ترميمها على مدار السنتين اللاحقتين. وفي عام 2017 ذكرت مواصفات وشكل تلك المستحاثة في مجلة PNAS. وهي معروضة حاليًا للعامة في متحف الأحافير القومي بليزبون.

## الوصف
أرويرا 3 هي جمجمة شبه بشرية بعمر 400,000 سنة تعود في أصلها إلى عصر البليستوسين الأوسط. تم اكتشافها في كهف أرويرا، البرتغال، وأُعلن عنها في ربيع 2017. وهي أقدم أثر بشري عُثر عليه في البرتغال.
من الشائع أن تُصنف الجماجم شبه البشرية المنسوبة إلى ذلك العصر ضمن نوع إنسان هايدلبرغ، وهو نوع بشري منقرض عاش في الفترة الانتقالية بين الإنسان المنتصب والنياندرتال. وتُنسب تلك الجمجمة، بالإضافة إلى بعض الآثار الأخرى في كهف أرويلا، إلى الحضارة الأشولينية التي ظهرت في العصر الحجري القديم، والتي كانت تتسم بانتاج الأدوات الحجرية –الفأس الحجري خاصة– واستخدام النار. وقد تضررت هذه الجمجمة أثناء عملية الاستخراج بسبب اصطدامها ببعض الحصى، لكن تم ترميمها على مدار السنتين اللاحقتين. وفي عام 2017 تم نشر مقالة تصف شكل الجمجمة في مجلة PNAS (محفوظات الأكاديمية الأمريكية القومية للعلوم).

## الخصائص
تظهر على جمجمة أرويرا 3 بعض الخصائص المشابهة لجماجم أخرى وجدت في أوروبا، إلا أنها تحتوي على تركيبة فريدة من تلك الخصائص. فعلى سبيل المثال، تحظي جمجمة أرويرا بنفس شكل القوس الحاجبي السميك المتصل الذي لوحظ أيضًا في بقايا جمجمة بلسينجسليبين التي تنتمي إلى نوع الإنسان المنتصب. كذلك فإن الجزء الخشائي من العظم الصدغي من تلك الجمجمة قصير ويشبه الجزء الخاص بجمجمة شتاينهايم، والتي عُثر عليها في حفرة من الحصى في مدينة شتاينهايم الألمانية. بالإضافة أن النتوء العظمي الكبير ذو الشكل المثلثي المتواجد على العظم الصدغي بالقرب من قناة الأذن يشبه ذلك النتوء المتواجد في الجمجمة رقم 5 والتي عُثر عليها في الموقع المعروف باسم «سيما دي لوس هويسوس» في أسبانيا، وهي الجمجمة التي عُثر عليها في أفضل وأسلم حالة مقارنة بالبقية. وعلى النقيض، فإن جمجمة أرويرا 3 تختلف عن جمجمة شتاينهايم في عدم وجود بعض الخصائص العظمية الأساسية والتي لوحظت في جماجم أناس النياندرتال البدائيين.

## الموقع
عُثر على تلك الجمجمة داخل أحد الكهوف أعلى منبع الريو ألموندا، وهو أحد روافد نهر تاجة، والذي يمر من خلال الكتلة الجبلية الجيرية الواقعة داخل إقليم إسترامادورا البرتغالي. ويشق هذا النهر طريقه داخل تلك الكتلة الجبلية عن طريق وادي بطول 40 كم تقريبًا، ويتميز ذلك النهر بضفاف شديدة الانحدار قد تصل في ارتفاعها أحيانًا إلى 70 متر فوق سطح المياه. وعلى تلك الضفاف توجد بضعة مداخل لكهوف أو شبكة من الكهوف المتصلة، وهي كهوف منهارة جزئية أو مغلقة. تم الاستكشاف والتنقيب بداخل بعض تلك الكهوف مسبقًا. وتوجد علاقة وثيقة بين تلك الكهوف وتطور الإنسان في عصر البليستوسين، وتاريخ حضارة العصر الحجري القديم. وقد سُكنت بعض من تلك الكهوف خلال العصر الحجري القديم العلوي مثل: المدخل العلوي (Entrada Superior)، ومدخل وادي الجبال (Entrada do Vale da Serra)، ومغارة أرويرا (Gruta da Aroeira). ويتمثل عصر البيستوسين الأوسط في مغارة أوليفيرا (Gruta da Oliveira). أما عن آثار مظاهر تقدم الحضارة السوليوترية والحضارة المجدلينية، فهي متواجدة داخل (Galeria da Cisterna) وبداخل (Lapa dos Coelhos).
وقد تم استكشاف تلك الكهوف بطريقة نظامية ومنهجية منذ عام 1978. وبدأت أول مرحلة في عملية تنقيب كهف أوريرا من عام 1998 واستمرت حتى 2002. وإلى جانب الجمجمة السابق ذكرها، عُثر أيضًا على سنتين تنتميان إلى بشر من الحضارة الأشولينية (إحداهما ناب والأخرى ضرس، وتعرفان باسم أرويرا ،1 وأرويرا 2 على الترتيب) في تلك المرحلة. أما المرحلة الثانية من التنقيب، والتي استمرت من 2013 إلى 2015، أدت إلى اكتشاف الجمجمة المعروفة باسم أرويرا 3، وكانت في حالة جيدة بينما كان يتم التنقيب عنها، ولكن صلابة الرواسب المحيطة بها أدت إلى بعض التلف أثناء عملية الاستخراج، وعلى ذلك كان لزامًا أن تُرمَّم جزئيًا قبل عرضها.

## العمر
تم تقدير عمر المستحاثة باستخدام طريقة قياس محتوى اليورانيوم والثوريوم، ومنها استطاعوا تحديد عمر طبقة صواعد الكهوف المجاورة بنحو 406,000 سنة بنسبة خطأ قد تصل إلى 30,000 سنة. وذلك على أقصى تقدير، حيث أن طبقة الصواعد صارت لاحقًا مطمورة بطبقة من الجلامد والطمي، ومنه توقفت تلك الطبقة عن النمو. أما قشرة الكالسيت التي كانت تغطي الجمجمة فقد قدر عمرها بنحو 390,000 سنة (± 14,000 سنة).